# Liste der Naturdenkmale in Homberg (Ohm)
Die Liste der Naturdenkmale in Homberg (Ohm) nennt die im Gebiet der Stadt Homberg (Ohm) im Vogelsbergkreis in Hessen gelegenen Naturdenkmale.
| Bild                          | Bezeichnung                                                     | Ortsteil, Lage                                  | Beschreibung | Art        | Nr.     |
| ----------------------------- | --------------------------------------------------------------- | ----------------------------------------------- | --- | ---------- | ------- |
| Fotos hochladen               | Die Saueiche                                                    | Büßfeld, Neumühle 50° 42′ 23,5″ N, 9° 0′ 6,1″ O | Brusthöhenumfang von 6,82 m (2014) inzwischen angewachsen auf 7,02 m (März 2020)                                                                    | Einzelbaum | 9.045.1 |
| BW                            | Linde an der Stätte der früheren Kirche                         | Deckenbach 50° 42′ 56,5″ N, 8° 56′ 46,4″ O      | | Einzelbaum | 9.046.1 |
| Fotos hochladen               | 2 Linden im Schlossgarten „Linde im Zwinger“ „Linde im Burghof“ | Homberg (Ohm) 50° 43′ 40,2″ N, 8° 59′ 59,1″ O   | 2 Linden im Schlossgarten Homberg (Ohm). An der Mauer steht ein weiteres sehr schutzwürdiges Exemplar mit ähnlichen Dimensionen „Linde am Rundweg“. |            | 9.047.1 |
| mehr Fotos \| Fotos hochladen | Dicke Steine                                                    | Nieder-Ofleiden 50° 45′ 21,3″ N, 8° 59′ 54,6″ O | Felskegel in Nieder-Ofleiden neben dem Grillplatz „Dicke Steine“                                                                                    |            | 9.048.1 |
| BW                            | Der Han(d)steinsgraben                                          | Nieder-Ofleiden 50° 45′ 22,1″ N, 9° 0′ 1,4″ O   | „Felsenmeer“. GeoTour Felsenmeer. |            | 9.049.1 |
| BW                            | Eiche und Linde                                                 | Nieder-Ofleiden 50° 45′ 18″ N, 8° 58′ 50,5″ O   | |            | 9.050.1 |
| BW                            | 2 Linden                                                        | Nieder-Ofleiden 50° 45′ 20,5″ N, 8° 59′ 1,3″ O  | |            | 9.051.1 |
| mehr Fotos \| Fotos hochladen | 2 Linden                                                        | Nieder-Ofleiden 50° 45′ 15,1″ N, 8° 59′ 48,3″ O | 400–500 Jahre alt. Die dickere Linde hat einen Umfang von 6,05 m. Die zweite Linde ist dagegen unscheinbar.                                         |            | 9.052.1 |
| BW                            | Linde im Dorf                                                   | Ober-Ofleiden 50° 44′ 5,3″ N, 8° 58′ 51,9″ O    | | Einzelbaum | 9.053.1 |
| BW                            | 2 Edelkastanien am Hohenbergsweg                                | Ober-Ofleiden 50° 44′ 30,6″ N, 8° 59′ 20,8″ O   | |            | 9.054.1 |

## Ehemalige Naturdenkmale
| Bild | Bezeichnung | Ortsteil, Lage                                                | Beschreibung   | Art        | Nr. |
| ---- | ----------- | ------------------------------------------------------------- | -------------- | ---------- | --- |
| BW   | Linde       | Nieder-Ofleiden, Flur 6, Nr. 12 50° 45′ 20,2″ N, 8° 59′ 19″ O | Löschung 2004. | Einzelbaum | 048 |

## Belege
1. ↑  
Naturdenkmale in Hessen. (pdf; 405 kB) Anlage zu Kleine Anfrage der Abg. Ursula Hammann (BÜNDNIS 90/DIE GRÜNEN) vom 15.04.2011 betreffend Biotopverbund Teil 2 und Antwort der Ministerin für Umwelt, Energie, Landwirtschaft und Verbraucherschutz. Hessischer Landtag, 22. Juni 2011, S. 103–108, abgerufen am 4. Februar 2016.
2. ↑  Eintrag im Verzeichnis Monumentaler Eichen. Abgerufen am 10. Januar 2017.
3. 1 2 3 4 5 6 7 8 9 10 11  
Naturdenkmäler im Vogelsbergkreis -Übersichtstabelle- Anlage 1 der Verordnung. (pdf; 30 kB) www.vogelsbergkreis.de, 1. Januar 2018, abgerufen am 7. Januar 2022.
4. ↑  Zwei Linden bei Nieder-Ofleiden, www.baumkunde.de, abgerufen am 7. Januar 2022.

- Karte mit allen Koordinaten:
- OSM |
- WikiMap